# Stefan Baretzki
Stefan Baretzki, né le 24 mars 1919 à Czernowitz (Roumanie, aujourd'hui Tchernivtsi en Ukraine) et mort par suicide le 21 juin 1988 à Bad Nauheim (Allemagne de l'Ouest), est un SS-Rottenführer dans le camp de concentration d'Auschwitz.

## Biographie
Il naît le 24 mars 1919 à Czernowitz, en Roumanie. Fils d'un mécanicien qui meurt en 1938 ou 1939, il a une sœur et deux frères. Baretzki suit une formation scolaire jusqu'en 1936 et en automne 1942, il est envoyé à Auschwitz en tant que SS.
En mai 1943, il est mis aux arrêts durant 21 jours pour bagarre avec des membres de la Wehrmacht en état d'ébriété. Il est ensuite membre de la Wachsturmbann et Blockführer à Birkenau du printemps 1942 à janvier 1945.
Surnommé par Hermann Langbein « le redoutable Blockführer S. Baretzki », il participe activement aux sélections et accompagne les victimes vers les chambres à gaz pour leur gazage. En mai 1945, il est capturé par les Soviétiques et relâché en août de la même année.
En 1955, il est condamné à une amende pour résistance à l'autorité publique et en 1956 à une autre amende pour coups et blessures. En détention préventive depuis avril 1960, il est condamné à la prison à vie plus huit ans au procès de Francfort en 1965. Il se suicide en prison le 21 juin 1988 à Bad Nauheim.